# Dombrot-le-Sec
Dombrot-le-Sec is een gemeente in het Franse departement Vosges (regio Grand Est) en telt 357 inwoners (2004). De plaats maakt deel uit van het arrondissement Neufchâteau.

## Geografie
De oppervlakte van Dombrot-le-Sec bedraagt 18,6 km², de bevolkingsdichtheid is 19,2 inwoners per km².
De onderstaande kaart toont de ligging van Dombrot-le-Sec met de belangrijkste infrastructuur en aangrenzende gemeenten.

## Demografie
Onderstaande figuur toont het verloop van het inwonertal (bron: INSEE-tellingen).